# 上伯茲貝格

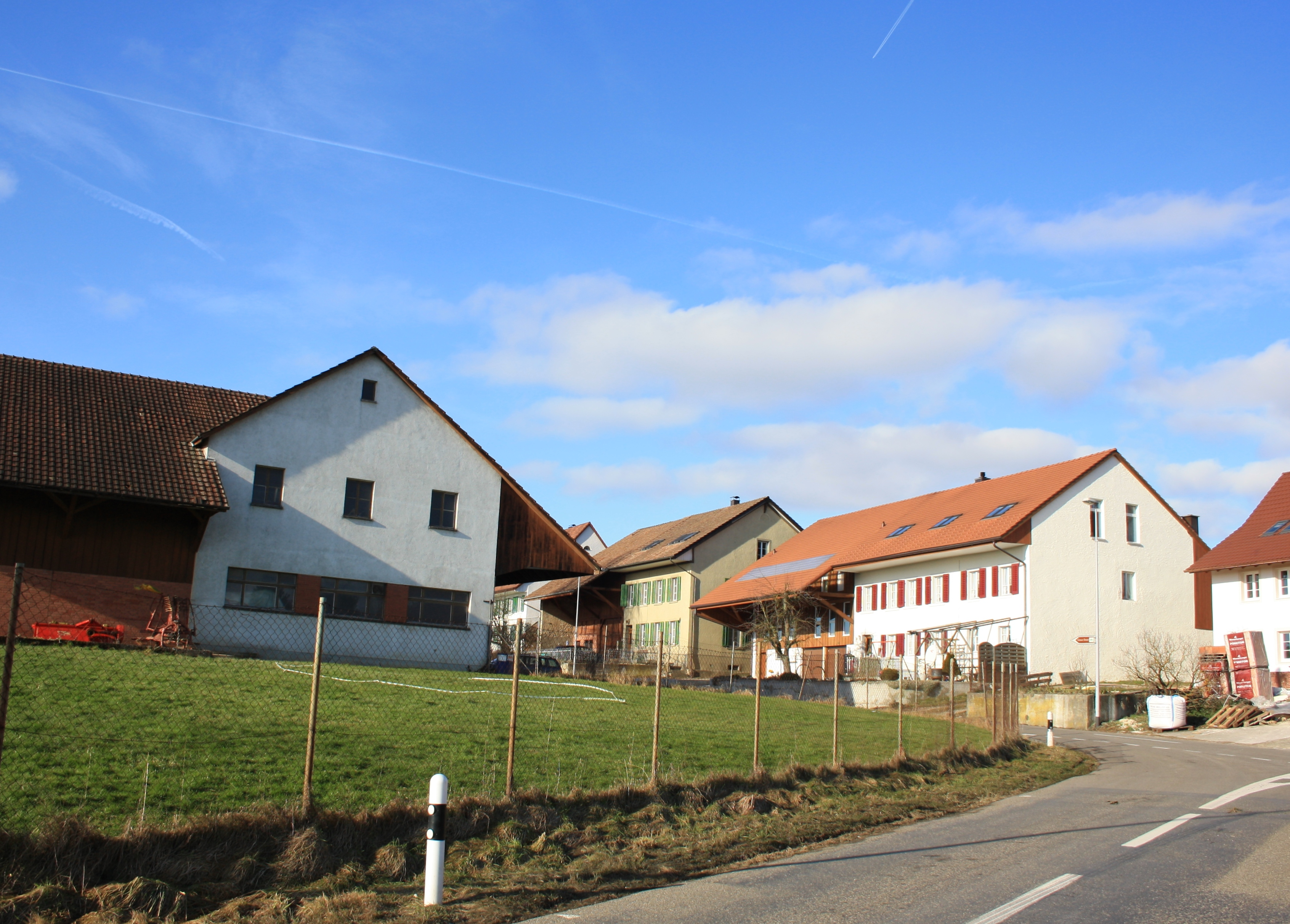

上伯茲貝格是瑞士的城鎮，位於該國北部，由阿爾高州負責管轄，面積5.45平方公里，海拔高度540米，2011年人口499，五成半人口信奉基督教，人口密度每平方公里92人。